# Taihō (tàu sân bay Nhật)
"Taihō" (tiếng Nhật: 大鳳 – Đại Phụng) là một tàu sân bay hạm đội của Hải quân Đế quốc Nhật Bản trong Thế Chiến II. Nó chỉ có một thời gian hoạt động ngắn ngủi và bị đánh chìm ngay trong trận đánh đầu tiên mà nó tham gia, Trận chiến biển Philippine vào ngày 19 tháng 6 năm 1944.

## Thiết kế và chế tạo
Được đóng bởi Kawasaki tại Kobe, nó được đặt lườn vào ngày 10 tháng 7 năm 1941 và được hạ thủy gần hai năm sau đó vào ngày 7 tháng 4 năm 1943. Nó được đưa vào hoạt động vào ngày 7 tháng 3 năm 1944.
Taihō là chiếc tàu sân bay đầu tiên của Nhật Bản có một thiết kế kiểu mới bao gồm một sàn đáp bọc thép hạng nặng và hai sàn chứa máy bay, khiến cho nó tương tự như lớp tàu sân bay Illustrious của Hải quân Hoàng gia Anh. Nó cũng là chiếc tàu sân bay đầu tiên của Nhật Bản có một mũi tàu kín(hurricane bow).

## Lịch sử hoạt động
Vào ngày 19 tháng 6 năm 1944, nó trở thành soái hạm của Phó đô đốc Jisaburo Ozawa, tư lệnh lực lượng tàu sân bay Nhật Bản trong Trận chiến biển Philippine. Khi chiếc Taihō xoay ra hướng gió và tung ra một đợt không kích, bản thân nó bị tấn công bởi một loạt sáu ngư lôi từ chiếc tàu ngầm Mỹ Albacore. Một trong những phi công của chiếc Taihō, Sakio Komatsu, trông thấy các đợt sóng của các ngư lôi khi ông vừa cất cánh, và đã tự nguyện bổ nhào máy bay của mình xuống đường đi của một trong các ngư lôi; quả đạn phát nổ trước khi đến đích, và bốn trong số năm quả ngư lôi còn lại đã bị trượt.
Vụ nổ của quả ngư lôi duy nhất trúng đích đã làm kẹt thang nâng máy bay phía trước của chiếc tàu sân bay, trong khi hầm tàu chứa đầy xăng, nước và nhiên liệu. Tuy nhiên, đám cháy đã không phát ra, và sàn đáp không bị ảnh hưởng gì.
Ozawa tỏ ra không lo lắng trước các thiệt hại và tiếp tục tung ra thêm hai đợt máy bay tấn công khác. Trong khi đó, một sĩ quan chưa có kinh nghiệm đảm trách công việc cứu hộ. Anh ta cho rằng cách tốt nhất để giải quyết vấn đề hơi xăng là phải mở hệ thống thông khí của toàn thể con tàu để chúng phân tán. Khi làm như vậy, hơi xăng lan tỏa khắp con tàu; và trong khi không ai hay biết gì, Taihō đã trở thành một trái bom nổ chậm nổi.
Khoảng 15 giờ 30, Taihō rung chuyển bởi một vụ nổ lớn. Một sĩ quan tham mưu cao cấp trên cầu tàu trông thấy sàn đáp bị nhấc lên, trong khi thành tàu bị thổi tung ra. Chiếc Taihō bị tách khỏi đội hình và bắt đầu chìm xuống nước. Mặc dù Đô đốc Ozawa tỏ ý mong muốn cùng được chết với con tàu, các sĩ quan tham mưu đã thuyết phục được ông cố sống và chuyển bộ chỉ huy sang chiếc tàu tuần dương Haguro. Mang theo tấm ảnh của Nhật Hoàng, Ozawa chuyển sang chiếc Haguro bằng một tàu khu trục. Sau khi ông rời tàu, Taihō bị xé ra bởi một vụ nổ kinh hoàng thứ hai và chìm xuống biển với phần đuôi trước, mang theo 1.650 sĩ quan và thủy thủ đoàn.
Taihō chìm ở tọa độ 12°05′B 138°12′Đ / 12,083°B 138,2°Đ.

## Danh sách thuyền trưởng
- Michio Sumikawa (Sĩ quan trang bị trưởng): 15 tháng 8 năm 1943 - 23 tháng 12 năm 1943 (được thăng lên Chuẩn Đô đốc ngày 1 tháng 11 năm 1943)
- Tomozo Kikuchi (Sĩ quan trang bị trưởng): 23 tháng 12 năm 1943 - 7 tháng 5 năm 1944
- Tomozo Kikuchi: 7 tháng 5 năm 1944 - 19 tháng 6 năm 1944

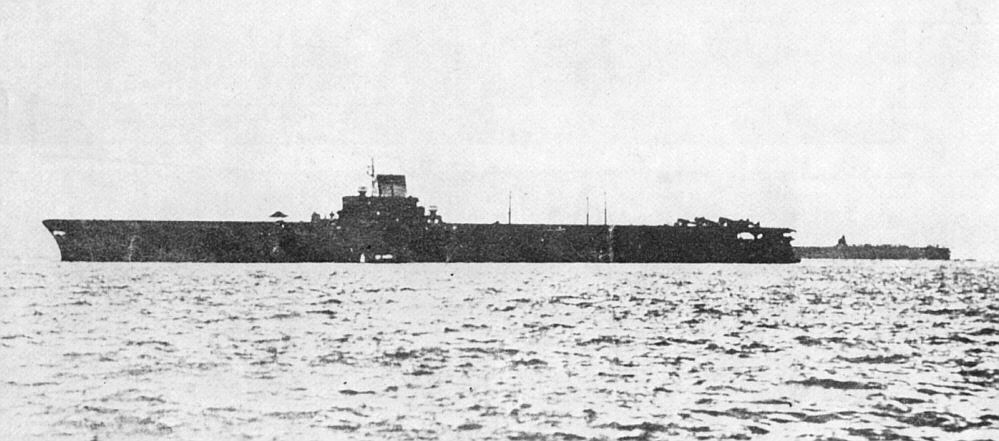
Taihō thả neo tại Lingga Roads. Tàu sân bay Shōkaku ở trong nền.
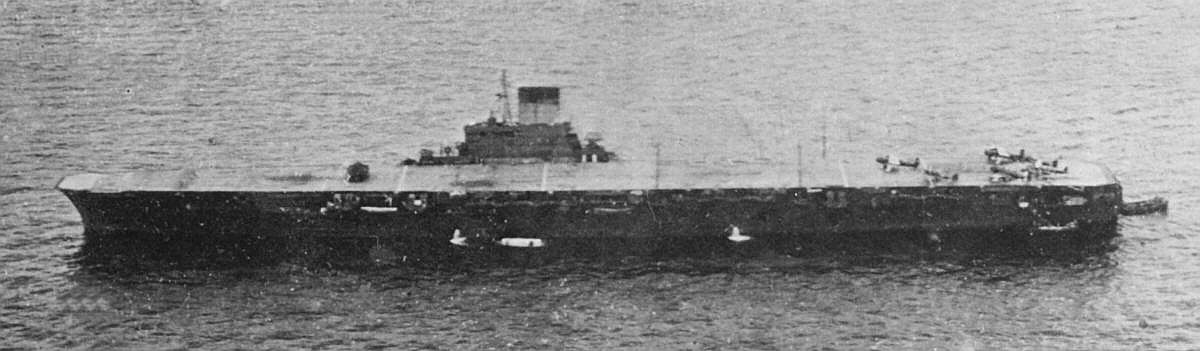
Taiho thả neo tại Tawi-Tawi, Philippines (tháng 5 năm 1944)